# Vasilisa Michajlovna Beržanskaja
Vasilisa Michajlovna Beržanskaja (in russo Василиса Михайловна Бержанская?; Essentuki, 13 dicembre 1993) è un mezzosoprano russo.

## Biografia
Membro del Programma dell'Opera della Gioventù al Teatro Bol'šoj dal 2015 al 2017, si diploma all'Accademia russa di musica Gnesin di Mosca.
Nel 2016 debutta sulle scene italiane nel ruolo della Marchesa Melibea ne Il viaggio a Reims al Rossini Opera Festival di Pesaro. Tra il 2017 e il 2019 è stata una solista della Deutsche Oper Berlin, dove ha candato in ruoli quali la seconda dama ne Il flauto magico, Rosina ne Il barbiere di Siviglia, Lola in Cavalleria rusticana, Sonyetka in Lady Macbeth del Distretto di Mcensk, la marchesa in Viaggio a Reims, Ferena in Nabucco, Bersi in Andrea Chénier, Ol'ga in Eugenio Onegin e Siébel in Faust. 
Nel 2019 debutta al Teatro dell'Opera di Roma come Angelina ne La Cenerentola e al Festival di Salisburgo come Diana in Orphée aux enfers. Nel 2020 torna all'Opera di Roma nel ruolo en travesti di Romeo ne I Capuleti e i Montecchi, fa il suo debutto all'Arena di Verona come Isabella ne L'italiana in Algeri ed esordisce al Maggio Musicale Fiorentino come Rosina ne Il barbiere di Siviglia, una parte che torna a cantare anche a Roma nel corso della stagione.
Nel 2021 torna al Maggio Musicale Fiorentino come Despina in Così fan tutte, debutta al Teatro Massimo di Palermo con lo Stabat Mater rossiniano, torna al Rossini Opera Festival come Sinaïde in Moïse et Pharaon, esordisce alla Royal Opera House come Ferena in Nabucco e alla Wiener Staatsoper come Rosina ne Il barbiere di Siviglia. Nel 2022 tona a Palermo come Sara in Roberto Devereux, canta come Stefano in Romeo e Giulietta al Maggio Musicale, è Rosina all'Opera di Stato della Baviera e a Firenze, Fenena all'Arena di Verona e l'eponima protagonista in Semiramide alla Deutsche Oper Berlin.
Nel 2023 debutta all'Opéra de Lyon nel ruolo di Sinaïde, è Angelina nella Cenerentola a Vienna, Charlotte nel Werther a Verona, debutta al Teatro Carlo Felice come Norma, torna all'Arena come Rosina e Fenena, esordisce nel ruolo di Preziosilla nella Forza del destino al Covent Garden ed è Anna Erisso nel Maometto II al Teatro di San Carlo a Napoli.
Nel 2024 fa il suo debutto come Carmen a Vienna, dove canta anche come Angelina nella Cenerentola (un ruolo che, nelle stessa stagione, segna il suo debutto all'Opera di Chicago); nella stessa stagione torna al Covent Garden come Carmen, a Palermo nello Stabat Mater di Rossini, a Verona ne Il barbiere di Siviglia e canta nuovamente ne Il viaggio a Reims a Pesaro, questa volta nel ruolo di Corinna. Nello stesso anno debutta al Metropolitan come Nicklausse ne I racconti di Hoffmann e al Teatro alla Scala come Preziosilla ne La forza del destino, titolo di apertura della stagione 2024/2025. Nel corso della stessa stagione torna al Piermarini come Adalgisa in Norma.